# Rick a Morty
Rick a Morty (v anglickém originále Rick and Morty) je americký animovaný seriál. Jedná se o sci-fi komedii pro dospělé. Hlavními postavami jsou vědec Rick Sanchez trpící alkoholismem a sklony k násilí a jeho vnuk Morty Smith, který není zdaleka tak chytrý a má působit jako maskování. Dále také jejich rodina (sestra Summer a velmi mladí rodiče Jerry a Beth). Seriál je inspirován oběma hlavními postavami filmu Návrat do budoucnosti (předobrazem Ricka je doktor Emmet Brown a vzorem Mortyho Marty McFly). Rickova „hláška“ je „Wubba-Lubba-Dub-Dub!“ a byla poprvé použita v dílu Meeseekové a zkáza. V jazyce Ptakočlověka to znamená: „Mám velké bolesti, prosím pomozte mi“. Rick ji používá, když řekne nějaký vtip nebo je šťastný.

## Vysílání
| Řada | Díly | Premiéra v USA     | Premiéra v USA    | Premiéra v ČR    | Premiéra v ČR      |
| Řada | Díly | První díl          | Poslední díl      | První díl        | Poslední díl       |
| ---- | ---- | ------------------ | ----------------- | ---------------- | ------------------ |
| 1    | 11   | 2. prosince 2013   | 14. dubna 2014    | 15. září 2017    | 19. listopadu 2017 |
| 2    | 10   | 26. července 2015  | 4. října 2015     | 1. prosince 2017 | 2. února 2018      |
| 3    | 10   | 1. dubna 2017      | 1. října 2017     | 9. února 2018    | 13. dubna 2018     |
| 4    | 10   | 10. listopadu 2019 | 31. května 2020   | bude oznámeno    | bude oznámeno      |
| 5    | 10   | 20. června 2021    | 5. září 2021      | bude oznámeno    | bude oznámeno      |
| 6    | 10   | 4. září 2022       | 11. prosince 2022 | bude oznámeno    | bude oznámeno      |

První řada seriálu měla premiéru 2. prosince 2013 a čítá jedenáct dílů. Druhá řada se vydání dočkala 26. července 2015 a třetí dne 1. dubna 2017. Obě dvě řady mají po deseti dílech. Dne 10. května 2018 bylo oznámeno, že seriál získá 70 dílů, avšak v zatím neznámém počtu řad. O rok později dne 15. května 2019 společnost WarnerMedia uvedla, že čtvrtá řada bude mít premiéru v listopadu 2019.
V České republice jej začala v září roku 2017 vysílat stanice Prima Comedy Central.

## Zajímavosti
- Postavy ze seriálu se objevily také v úvodní „gaučové scéně“ epizody „Matleti ze Springfieldu“ (2015) animovaného seriálu Simpsonovi.